# Gustaf Adolf Alvin
Gustaf Adolf Alvin, född 21 september 1864 i Allhelgona församling, Östergötland, död 27 mars 1943 i Foss församling, Bohuslän, var en svensk läkare och donator.
Han var son till godsägaren A.P. Petersson och Christina Catharina Carlsdotter.
Efter mogenhetsexamen i Linköping blev han med. lic. i Stockholm 1898. Han innehade därefter olika läkarbefattningar i Östergötland innan han var provinsialläkare och sjukstugeläkare i Kopparberg 1900-1906. Därefter var han överläkare vid Medevi brunn, 1905-1910. Sist var han provinsialläkare i Österbymo och läkare vid Tranérska sjukvårdsstiftelsen i Ramfall, nära Tranås från 1923 till sin pensionering 1930. 
Han var gift med Anna Maria Hasselgren. Makarna var sist bosatta på Saltkällans säteri i Foss socken. 
Genom en rad donationer med början 1934 och genom sitt testamente instiftade makarna Stiftelsen Gustaf Adolf och Anna Maria Alvins fond till främjande av Sveriges naturskydd, vilket sedermera specificerades att avse fågelskydd. Stiftelsens förvaltning överfördes 1996 till Naturvårdsverkets viltförvaltningsenhet, varvid en beredningsgrupp bestående av två representanter från vardera Naturvårdsverket, Naturskyddsföreningen och Sveriges Ornitologiska Förening (BirdLife Sverige) lämnar förslag om medlens fördelningen på bidragstagare. Stiftelsens kapital uppgår 2019 till cirka 65 miljoner kronor.